# Сен-Жеран, Клод-Максимильен де Ла-Гиш
Клод-Максимильен де Ла-Гиш (фр. Claude-Maximilien de La Guiche; 1602 — 31 января 1659, Мулен), граф де Сен-Жеран, Ла-Палис и Жалиньи — французский генерал.

## Биография
Сын маршала Франции Жана-Франсуа де Ла-Гиша, графа де Ла-Палиса, и Анн де Турнон.
В 1619 году отец, вступивший во второй брак с Сюзанной оз Эполь, заодно женил Клода-Максимильена на дочери его новой мачехи, после чего отправил сына в Италию, отложив консуммацию на следующий год, поскольку невесте было едва 13 лет. В 1620-м Клод-Максимильен вернулся во Францию.
6 мая 1633, после отставки маркиза д'Эфья и барона де Сен-Мара, был назначен губернатором, генеральным наместником, сенешалем и маршалом Бурбонне. Парламент принял его в этом качестве 11 августа и в тот же день зарегистрировал назначение.
Граф, командовавший в провинции до своей смерти, 9 апреля 1649 был произведен в кампмаршалы и патентом от 27 июля 1650 набрал пехотный и кавалерийский полки для несения службы в Бурбонне. На следующий день он был произведен в генерал-лейтенанты и возглавил войска, размещенные в провинции для борьбы с мятежниками. 28 сентября, вместе с Жильбером де Шабанном, графом де Пьонса, он выступил против фрондеров, атаковав несколько неприятельских крепостей, важнейшими из которых были Сент-Аман и Монтрон. 11 октября после шестичасового боя был взят замок Ла-Кондемин. По окончании кампании граф распустил оба полка. Более тяжелую кампанию пришлось провести в 1652 году, когда во главе мятежников, наступавших из Гиени на север к Парижу, стоял сам принц Конде.
Граф де Сен-Жеран умер в Мулене от воспаления легких.

## Семья
Жена (17.02.1619): Сюзанна де Лонгоне (ум. 1679), дочь Жана де Лонгоне, сеньора д’Аминьи, и Сюзанны оз Эполь
Сын:
- Бернар (15.08.1641—18.03.1696), граф де Сен-Жеран. Жена (1667): Франсуаза-Мадлен-Клод де Вариньи (ок. 1655—9.02.1733), дочь Франсуа де Вариньи, сеньора де Монфревиля, и Мадлен-Журдены Карбоннель де Канизи. Сразу же после рождения был похищен родственниками из боковой линии, убедившими супругов в том, что беременность была ложной. На выяснение истины потребовалось восемнадцать лет и граф не дождался завершения судебного процесса